# Kristýna Frejová
Kristýna Frejová (* 26. října 1971 Praha) je česká herečka. Její rodiče jsou čeští herci Věra Galatíková a Ladislav Frej. Vystudovala obor Herectví na Divadelní fakultě Akademie múzických umění (DAMU) v Praze, kde ji vedl Jiří Adamíra. Po jejím dokončení vystupovala v několika pražských divadlech, až zakotvila ve Švandově divadle. Zde vystupuje například v představeních Kdo je tady ředitel? nebo Kurz negativního myšlení. Výjimečně se objevuje též v televizi a ve filmu; hrála například ve filmu Chyťte doktora či v seriálech Kriminálka Anděl a Terapie. Má dceru Ráchel.V roce 2023 vydala knihu Potměchuť.

## Role

### Televize
- 2016 – Děda - Film: Jaruna
- 2016 – Rapl: Marta Rohanová
- 2018 – Dáma a Král: Majorka Kalinská, vrchní komisařka
- 2018 – Krejzovi
- 2018 – Modrý kód: MUDr. Ema Vlčková, pediatrička a traumatoložka
- 2022 – Dobré zprávy: produkční Mirka Cihlářová
- 2025 – ZOO Nové začátky: PR manažerka Barbora Čapková

## Knihy
- Potměchuť